# Irching

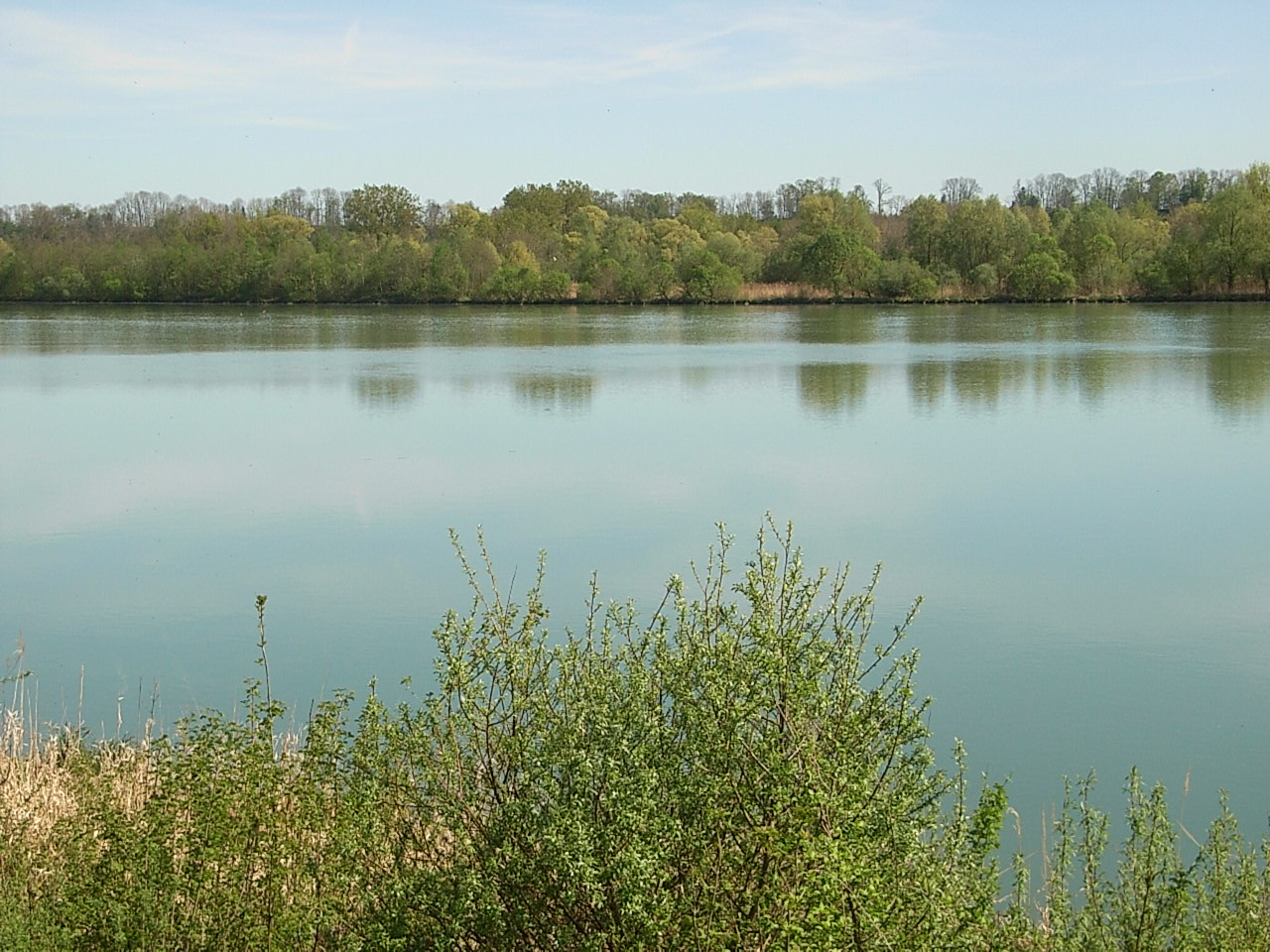
Unterer Inn in der Nähe von Irching

Irching ist ein Gemeindeteil der Gemeinde Bad Füssing im niederbayerischen Landkreis Passau.

## Lage
Das Dorf Irching in der Siedlungsform eines Straßendorfs liegt am südlichen Ende des sogenannten Saurüssels des Rottals in der Pockinger Heide, einer sich über 340 Hektar zwischen dem Isar-Inn-Hügelland und dem Inn erstreckenden Schotterplatte aus Sedimenten des Inns.
Es befindet sich in etwa 2 km südwestlich von Bad Füssing und 1 km nordöstlich von Aigen am Inn an der Kreisstraße PA 59. Die Kreisstraße PA 61 führt von Irching aus ins 3 km entfernte Kirchham und mündet 1 km weiter in Tutting in die Bundesstraße 12.
Der Inn liegt etwa in einer Entfernung von 1,7 km in südsüdöstlicher Richtung, der dort Teil des bayerisch-oberösterreichische Umweltschutzgebiets Unterer Inn ist, einem Naturraum von inzwischen weltweiter Geltung.

## Geschichte
1803 wurde die Herrschaft Riedenburg in Bayern eingegliedert, somit auch der Ort Irching. In Bayern war Irching ein Ortsteil der (ebenfalls eingegliederten) eigenständigen Gemeinde Egglfing.
Mitten im Hochsommer des Jahres 1880 brach am 10. August ein verheerendes Feuer in Irching aus. Selbst im Königlich-Baierischen Amtsblatt von Niederbayern wurde von diesem Ereignis damals berichtet. 11 Wohn- und 29 Nebengebäude und damit nahezu ein Drittel Irchings wurden in Schutt und Asche gelegt, wodurch 80 Personen obdachlos wurden. Als Konsequenz entschloss man sich zur Gründung einer eigenen Ortsfeuerwehr. So wurde am 22. Januar 1881 der Verein Freiwillige Feuerwehr Irching gegründet.
Im Zuge der Gebietsreform in Bayern wurde am 1. April 1971 die Gemeinde Egglfing, somit auch der Ortsteil Irching, in die neue Großgemeinde Bad Füssing integriert.
Bis Ende Juni 1972 noch Teil des Landkreises Griesbach im Rottal kam im Zuge der Gebietsreform Irching am 1. Juli 1972 zum Landkreis Passau.

## Kultur und Sehenswürdigkeiten

### Vereine
- Freiwillige Feuerwehr Irching, gegründet 22. Januar 1881[3]